# アムトラック・スルーウェイ

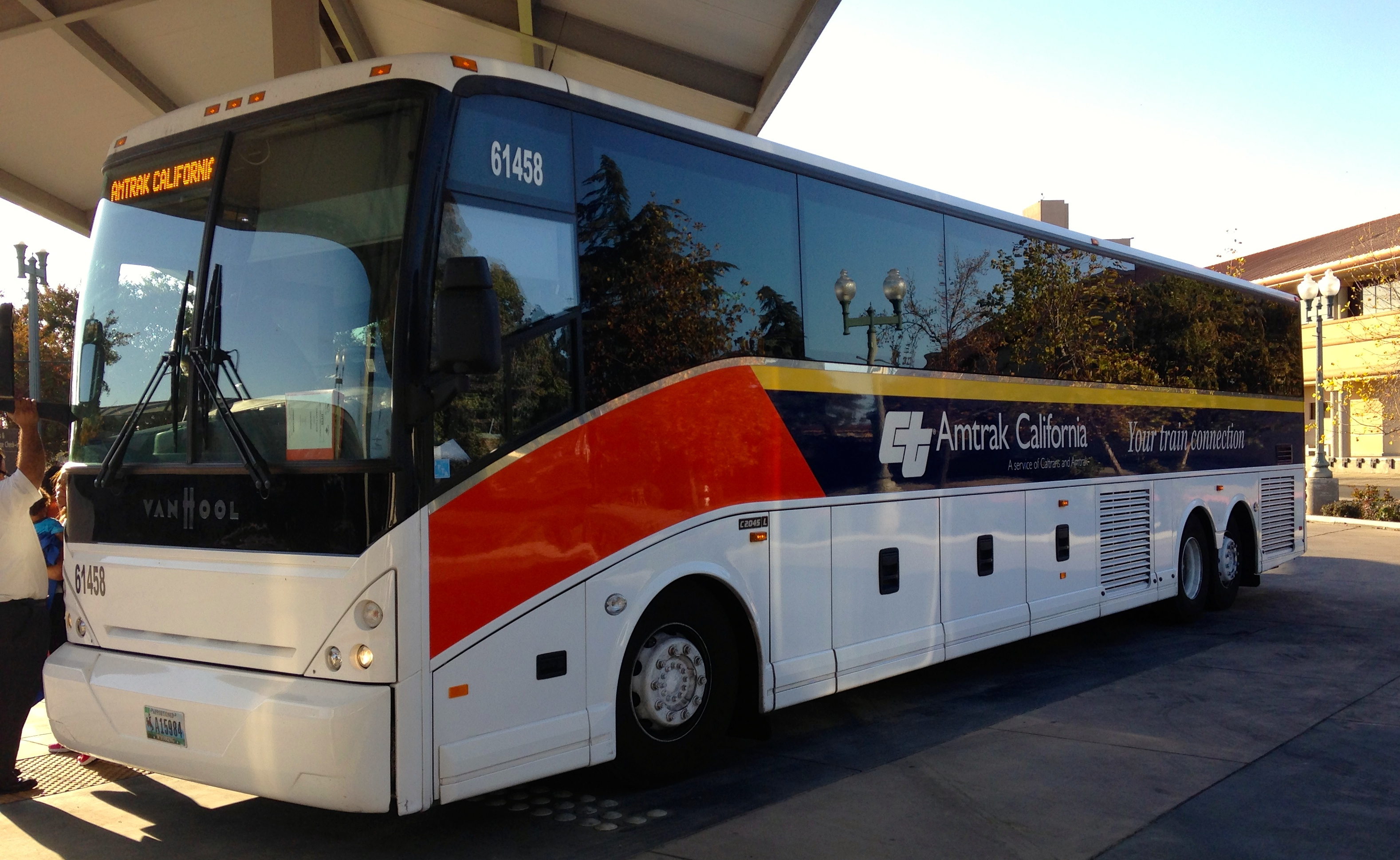
ベーカーズフィールド駅に停車するアムトラック・スルーウェイのバス車両

アムトラック・スルーウェイ（英語：Amtrak Thruway）はアムトラックの鉄道路線を補完する交通機関であり、鉄道から通しのチケットで利用することができるものである。多くの場合、専用のバス路線として運行されるが、中には通常の都市間バス、路線バス、フェリー航路や通勤鉄道などがスルーウェイとして運行されている場合もある。

アムトラックの鉄道路線とスルーウェイ路線を乗り継ぐ場合、通常はアムトラックが両方のチケットをまとめて販売し、両方の区間の乗り継ぎが保証されるように時間が指定される。
スルーウェイはアムトラックの鉄道路線の運行がない地域へのサービスを提供するだけでなく、より多くの乗客を運ぶために、既存の鉄道路線と並行して運行されることもある。

## 歴史と目的
アムトラックは、自社の鉄道路線だけでは直接行くことのできない目的地への乗り継ぎを提供し、路線網を拡充するためにスルーウェイ路線を運行している。1973年1月に、アムトラックのインターアメリカン号とメキシコ国鉄のアステカイーグル号（Aztec Eagle）との乗り継ぎを提供するため、スルーウェイの原型となる最初の路線が、テキサス州ラレドとメキシコ合衆国ヌエボ・ラレドの間で運行をはじめた。 翌年には都市間バスを運行するグレイハウンドとの合意により、両社の鉄道とバス路線を乗り継ぐことのできる切符の発売が行われるようになった。「アムトラック・スルーウェイ」という名称が初めて用いられたのは1993年カリフォルニア州においてである。 2014年にはアメリカ合衆国全体でスルーウェイ路線の大幅な拡充を行った。